# Zatańczę z aniołami
„Zatańczę z aniołami” – utwór polskiej piosenkarki Dody. Jest to piąty singel promujący jej czwarty album studyjny pt. Aquaria. Premiera piosenki odbyła się 3 marca 2023 na antenie Radia RMF FM, ZET oraz Eski.
22 kwietnia wydano teledysk do utworu, premierowo został przedstawiony w Dzień dobry TVN. 7 czerwca 2023 singel pokrył się złotem, zaś we wrześniu 2023 platyną.

## Występy telewizyjne z utworem
| Wydarzenie                      | Data             | Transmisja telewizyjna | Źródło |
| ------------------------------- | ---------------- | ---------------------- | ------ |
| Pytanie na śniadanie            | 5 marca 2023     | TVP2                   | [ 6 ]  |
| Love Island. Wyspa miłości      | 14 marca 2023    | TV4                    | [ 7 ]  |
| Fryderyki 2023                  | 22 kwietnia 2023 | TVN                    | [ 8 ]  |
| Dzień Dobry TVN                 | 30 kwietnia 2023 | TVN                    | [ 9 ]  |
| Koncert „Polska w Sercu”        | 2 maja 2023      | TVP1                   | [ 10 ] |
| LX KFPP w Opolu                 | 9 czerwca 2023   | TVP1                   | [ 11 ] |
| Miss Polonia 2023               | 30 czerwca 2023  | TVP2                   | [ 12 ] |
| Roztańczona Polska              | 16 lipca 2023    | TVP3                   | [ 13 ] |
| Doda. Dream show - Aquaria Tour | 3 listopada 2023 | Polsat                 | [ 14 ] |
| Roztańczony PGE Narodowy        | 28 września 2024 | Polsat                 | [ 15 ] |

## Notowania

### Pozycje na listach sprzedaży
| Kraj   | Notowanie                | Najwyższa pozycja | Źr.    |
| ------ | ------------------------ | ----------------- | ------ |
| Polska | OLiS – single w streamie | 63                | [ 16 ] |

### Pozycje na listach airplay
| Kraj   | Notowanie                      | Najwyższa pozycja na liście | Źr.    |
| ------ | ------------------------------ | --------------------------- | ------ |
| Polska | OLiS – oficjalna lista airplay | 22                          | [ 17 ] |

### Listy przebojów
| Notowanie                                  | Najwyższa pozycja na liście | Źr.    |
| ------------------------------------------ | --------------------------- | ------ |
| Muzyczne Radio (Top30.PL)                  | 2                           | [ 18 ] |
| Polskie Radio Katowice (Lista Przebojów)   | 1                           | [ 19 ] |
| Radio Bielsko (Hit Lista)                  | 1                           | [ 20 ] |
| Radio Eska (Gorąca 20)                     | Propozycja                  | [ 21 ] |
| Radio Express (Disco Lista)                | 1                           | [ 22 ] |
| Radio FaMa (Radioaktywna Lista Przebojów)  | 1                           | [ 23 ] |
| Radio Jard (Lista hop na top)              | 1                           | [ 24 ] |
| Radio Strefa FM (Strefa Aktualnych Hitów)  | 1                           | [ 25 ] |
| Radio Sud (Lista Hitów)                    | 1                           | [ 26 ] |
| Radio SuperNova (Super 13)                 | 1                           | [ 27 ] |
| Radio Victoria (ALTERlista)                | 1                           | [ 28 ] |
| Radio Zet (Lista przebojów Radia Zet)      | Propozycja                  | [ 29 ] |
| Radio Ziemi Wieluńskiej (Przebojowa Lista) | 13                          | [ 30 ] |
| Radio „Znad Wilii” (Lista PL)              | 3                           | [ 31 ] |
| RMF FM (Poplista)                          | 2                           | [ 32 ] |
| RMF Maxxx (Hop Bęc)                        | 14                          | [ 33 ] |
| Vox FM (Best Lista)                        | 4                           | [ 34 ] |

## Nominacje i wyróżnienia
| Rok  | Konkurs          | Kategoria                | Rezultat    | Źr.    |
| ---- | ---------------- | ------------------------ | ----------- | ------ |
| 2023 | Plebiscyt RMF FM | Przebój roku RMF FM 2023 | 19. miejsce | [ 35 ] |

## Certyfikaty
| Kraj          | Certyfikat                         | Sprzedaż |
| ------------- | ---------------------------------- | -------- |
| Polska (ZPAV) | 1x platynowa płyta, 1x złota płyta | 50 000+  |